# FASTCAM
FASTCAMは、株式会社フォトロンが開発・販売・保守を行うハイスピードカメラである。

## 概要
FASTCAMは、1989年に開発及び販売された「HVC-11B」を起源とする株式会社フォトロン製のハイスピードカメラである。同社の代表的な製品で現在も開発・販売が続けられており、企業の研究開発部門・公的な研究開発機関・大学などの学術施設において、流体・燃焼・溶接・切削・ひずみ・衝突安全・航空宇宙・バイオ・スポーツなど様々な分野で、高速現象を撮影するために活用されている。FASTCAMの語源は、「速い」という意味の「FAST」と「カメラ」の略語の「CAM」を組み合わせた造語で、読み方は「ファストカム」である。

## 歴史
- 1989年 - HVC-11B（フォトロン製ハイスピードカメラの初号機）
- 1990年 - HVC-13C（3板式カラーハイスピードカメラ）
- 1991年 - 世界初のハイスピードカメラ専用MOSセンサーを開発[1]
- 1991年 - FASTCAM（専用MOSセンサーを使用したハイスピードカメラ。FASTCAMを冠した最初の製品）
- 1992年 - FASTCAM-hvc
- 1992年 - FASTCAM-uitima

| 最大解像度      | 最大解像度時撮影速度 |
| 256画素×256画素 | 4,500コマ/秒         |

| 最高撮影速度  | 最高撮影速度時解像度 |
| 40,500コマ/秒 | 64画素×64画素        |

- 1993年 - 米国EK社へOEM供給開始（供給先製品名：HS4540）[1]
- 1993年 - FASTCAM-uitima-II（イメージインテンシファイア搭載型ハイスピードカメラ）
- 1995年 - FASTCAM-Rabbit（小型ハイスピードカメラ）
- 1995年 - FASTCAM-ultima-UV / FASTCAM-ultima-IR（特定波長域撮影用ハイスピードカメラ）
- 1995年 - FASTCAM-Rabbit-mini（FASTCAM-Rabbitの小型軽量版）
- 1998年 - FASTCAM-Spectra（撮影波長選択可能な3板式イメージインテンシファイア搭載型ハイスピードカメラ）
- 1998年 - FASTCAM-ultima-RGB（3板式カラーハイスピードカメラ）
- 1999年 - FASTCAM-CCN500
- 2000年 - FASTCAM-ultima1024（初のメガピクセルハイスピードカメラ）[1]

| 最大解像度        | 最大解像度時撮影速度 |
| 1024画素×1024画素 | 500コマ/秒           |

| 最高撮影速度  | 最高撮影速度時解像度 |
| 16,000コマ/秒 | 256画素×32画素       |

- 2000年 - FASTCAM-ultima40K
- 2000年 - FASTCAM-Net
- 2000年 - FASTCAM-Super
- 2000年 - FASTCAM-PCI（PCIボード型ハイスピードカメラ）
- 2001年 - FASTCAM-ultima SE
- 2001年 - FASTCAM-DVR（長時間記録型ハイスピードカメラ）
- 2002年 - FASTCAM-MAX（カメラヘッド分離型ハイスピードカメラ）

| 最大解像度        | 最大解像度時撮影速度 |
| 1024画素×1024画素 | 2,000コマ/秒         |

| 最高撮影速度   | 最高撮影速度時解像度 |
| 120,000コマ/秒 | 128画素×16画素       |

- 2002年 - FASTCAM-NEO（カメラヘッド分離型ハイスピードカメラ）

| 最大解像度      | 最大解像度時撮影速度 |
| 512画素×512画素 | 4,000コマ/秒         |

| 最高撮影速度  | 最高撮影速度時解像度 |
| 36,000コマ/秒 | 512画素×32画素       |

- 2002年 - FASTCAM-1280PCI（メガピクセル解像度のPCIボード型）
- 2003年 - FASTCAM-512PCI（FASTCAM-NeoのPCIボード版）
- 2003年 - FASTCAM-PCI R2（FASTCAM-PCIのリニューアル版）
- 2004年 - FASTCAM-APX RS（スタンドアロン型ハイスピードカメラ）

| 最大解像度        | 最大解像度時撮影速度 |
| 1024画素×1024画素 | 3,000コマ/秒         |

| 最高撮影速度   | 最高撮影速度時解像度 |
| 250,000コマ/秒 | 128画素×16画素       |

- 2004年 - FASTCAM-MAX I.I.（イメージインテンシファイア搭載型ハイスピードカメラ）
- 2006年 - FASTCAM MH4-10K（4カメラヘッド同時撮影、自動車衝突安全試験用ハイスピードカメラ）

※FASTCAM MH4-10Kからブランド名と型式名の接続を半角スペースに変更
- 2007年 - FASTCAM SA1（スタンドアロン型ハイスピードカメラ）
- 2007年 - FASTCAM SA1.1（スタンドアロン型ハイスピードカメラ）

| 最大解像度        | 最大解像度時撮影速度 |
| 1024画素×1024画素 | 5,400コマ/秒         |

| 最高撮影速度   | 最高撮影速度時解像度 |
| 675,000コマ/秒 | 64画素×16画素        |

- 2008年 - FASTCAM SA1.1RV（FASTCAM SA1.1のレンジバージョン）
- 2008年 - FASTCAM SA3（小型軽量スタンドアロン型ハイスピードカメラ）

| 最大解像度        | 最大解像度時撮影速度 |
| 1024画素×1024画素 | 2,000コマ/秒         |

| 最高撮影速度   | 最高撮影速度時解像度 |
| 120,000コマ/秒 | 128画素×16画素       |

- 2009年 - FASTCAM MC2.1（2カメラヘッド同時撮影型ハイスピードカメラ）
- 2009年 - FASTCAM SA2（2K×2K・フルHD解像度型ハイスピードカメラ）

| 最大解像度        | 最大解像度時撮影速度 |
| 2048画素×2048画素 | 1,080コマ/秒         |

| 最高撮影速度  | 最高撮影速度時解像度 |
| 86,400コマ/秒 | 256画素×32画素       |

- 2009年 - FASTCAM BC2 HD（FASTCAM SA2の放送業界向け製品）
- 2009年 - FASTCAM SA5（スタンドアロン型ハイスピードカメラ）

| 最大解像度        | 最大解像度時撮影速度 |
| 1024画素×1024画素 | 7,000コマ/秒         |

| 最高撮影速度     | 最高撮影速度時解像度 |
| 1,550,000コマ/秒 | 64画素×8画素         |

- 2012年 - FASTCAM SA-X（スタンドアロン型ハイスピードカメラ）
- 2012年 - FASTCAM SA7（スタンドアロン型ハイスピードカメラ）
- 2013年 - FASTCAM SA-X2（スタンドアロン型ハイスピードカメラ）

| 最大解像度        | 最大解像度時撮影速度 |
| 1024画素×1024画素 | 12,500コマ/秒        |

| 最高撮影速度     | 最高撮影速度時解像度 |
| 1,080,000コマ/秒 | 128画素×8画素        |

- 2013年 - FASTCAM Mini UX100（Miniシリーズの初号機）

| 最大解像度        | 最大解像度時撮影速度 |
| 1280画素×1024画素 | 4,000コマ/秒         |

| 最高撮影速度   | 最高撮影速度時解像度 |
| 800,000コマ/秒 | 640画素×8画素        |

- 2014年 - FASTCAM SA-Z（スタンドアロン型ハイスピードカメラ）

| 最大解像度        | 最大解像度時撮影速度 |
| 1024画素×1024画素 | 20,000コマ/秒        |

| 最高撮影速度     | 最高撮影速度時解像度 |
| 2,100,000コマ/秒 | 128画素×8画素        |

- 2015年 - FASTCAM Multi（2カメラヘッド同時撮影、カメラヘッド分離型ハイスピードカメラ）

| 最大解像度        | 最大解像度時撮影速度 |
| 1280画素×1024画素 | 4,800コマ/秒         |

| 最高撮影速度   | 最高撮影速度時解像度 |
| 750,000コマ/秒 | 640画素×8画素        |

- 2015年 - FASTCAM Mini WX100（Miniシリーズ：高解像度版）

| 最大解像度        | 最大解像度時撮影速度 |
| 2048画素×2048画素 | 1,080コマ/秒         |

| 最高撮影速度  | 最高撮影速度時解像度 |
| 80,000コマ/秒 | 256画素×32画素       |

- 2015年 - FASTCAM Mini AX200（Miniシリーズ：高速版）

| 最大解像度        | 最大解像度時撮影速度 |
| 1024画素×1024画素 | 6,400コマ/秒         |

| 最高撮影速度   | 最高撮影速度時解像度 |
| 900,000コマ/秒 | 128画素×16画素       |

- 2018年 - FASTCAM Nova S6/S9/S12（スタンドアロン型ハイスピードカメラ）[2]

| 最大解像度        | 最大解像度時撮影速度 |
| 1024画素×1024画素 | 12,800コマ/秒        |

| 最高撮影速度     | 最高撮影速度時解像度 |
| 1,000,000コマ/秒 | 128画素×16画素       |

- 2019年 - FASTCAM MH6（6カメラヘッド同時撮影、自動車衝突安全試験用ハイスピードカメラ）[3]

| 最大解像度        | 最大解像度時撮影速度 |
| 1920画素×1400画素 | 750コマ/秒           |

| 最高撮影速度  | 最高撮影速度時解像度 |
| 10,000コマ/秒 | 1280画素×156画素     |

- 2019年 - FASTCAM Mini CX100（バッテリ内蔵・Wi-Fi機能付きの耐衝撃仕様ハイスピードカメラ）[4]

| 最大解像度        | 最大解像度時撮影速度 |
| 1920画素×1400画素 | 750コマ/秒           |

| 最高撮影速度  | 最高撮影速度時解像度 |
| 10,000コマ/秒 | 1280画素×156画素     |

- 2020年 - FASTCAM Nova S16（スタンドアロン型ハイスピードカメラ）[5]

| 最大解像度        | 最大解像度時撮影速度 |
| 1024画素×1024画素 | 16,000コマ/秒        |

| 最高撮影速度     | 最高撮影速度時解像度 |
| 1,100,000コマ/秒 | 128画素×16画素       |

- 2020年 - FASTCAM Nova R2（スタンドアロン型ハイスピードカメラ）[6]

| 最大解像度        | 最大解像度時撮影速度 |
| 2048画素×2048画素 | 1,440コマ/秒         |

| 最高撮影速度   | 最高撮影速度時解像度 |
| 100,000コマ/秒 | 256画素×32画素       |

- 2022年 - FASTCAM Nova S20（スタンドアロン型ハイスピードカメラ）[7]

| 最大解像度        | 最大解像度時撮影速度 |
| 1024画素×1024画素 | 18,250コマ/秒        |

| 最高撮影速度     | 最高撮影速度時解像度 |
| 1,100,000コマ/秒 | 128画素×16画素       |

- 2022年 - FASTCAM Nova R5-4K（スタンドアロン型ハイスピードカメラ）[8]

| 最大解像度        | 最大解像度時撮影速度 |
| 4096画素×2304画素 | 1,250コマ/秒         |

| 最高撮影速度   | 最高撮影速度時解像度 |
| 200,000コマ/秒 | 2048画素×8画素       |

- 2022年 - FASTCAM Nova R3-4K（スタンドアロン型ハイスピードカメラ）[9]

| 最大解像度        | 最大解像度時撮影速度 |
| 4096画素×2304画素 | 750コマ/秒           |

| 最高撮影速度   | 最高撮影速度時解像度 |
| 150,000コマ/秒 | 2048画素×8画素       |

- 2022年 - FASTCAM MH6 type LT（12カメラヘッド同時撮影、自動車衝突安全試験用ハイスピードカメラ）[10]

| 最大解像度        | 最大解像度時撮影速度 |
| 1920画素×1080画素 | 1,000コマ/秒         |

| 最高撮影速度  | 最高撮影速度時解像度 |
| 10,000コマ/秒 | 1280画素×156画素     |